# Синюха (притока Великої)
Синюха (біл. Сінюха, латис. Zilupe, рос. Синяя) — річка в Верхньодвінському районі Білорусі, Латвії та Псковській області РФ, притока річки Великої. На території Білорусі називається Синюха, на території Латвії — Зилупе (Zilupe). Довжина 195 км, площа басейну 2040 км², середня витрата води за 27 км від гирла 10,1 м³/с. Належить до басейну Балтійського моря.
Синюха витікає з боліт, розташованих на захід від Освейского озера, в самому північному куточку країни. Тече до Кургану Дружби, де сходяться державні кордони Білорусі, Латвії та Росії.
Найбільша притока: Верша.
На річці розташоване місто Зилупе (Латвія) і селище Красногородськ (Росія).
У верхній течії річка являє собою неширокий струмок. Спочатку по ньому проходить кордон Латвії та Білорусі, потім Латвії та Росії, ще нижче річка йде на територію Латвії. У межах міста Зилупе за 60 кілометрах від витоку ширина річки не перевищує 10 метрів, у руслі наявне каміння та піщане дно, спостерігається висока швидкість течії. Нижче міста Зилупе у річку впадають численні притоки — ширина річки збільшується до 10-15 метрів.